# 티퍼니 하인스
티퍼니 하인스(Tiffany Hines, 1983년 9월 2일 ~ )는 미국의 배우이다.

## 출연 작품
- 더 다크 파티 (2013)
- 킬링 게임 (2013)
- 퍼펙트 콤비네이션 (2010)
- 미티어 (2009)
- 샤크 스웜 (2008)

### 텔레비전
- 본즈 (2009-17)
- 니키타 (2010-11)